# Bruzual (municipalité)
Pour les articles homonymes, voir Bruzual.
Bruzual est l'une des quatorze municipalités de l'État d'Yaracuy au Venezuela. Son chef-lieu est Chivacoa. En 2011, la population s'élève à 69 732 habitants.

## Géographie

### Subdivisions
La municipalité possède une seule paroisse civile et une parroquia capital, traduite ici par « capitale » (en italiques et suivie d'une astérisque) avec, chacune à sa tête, une capitale (entre parenthèses) :
- Campo Elías (Campo Elías) ;
- Capitale Bruzual * (Chivacoa).